# Oud-Hollandse kapucijn

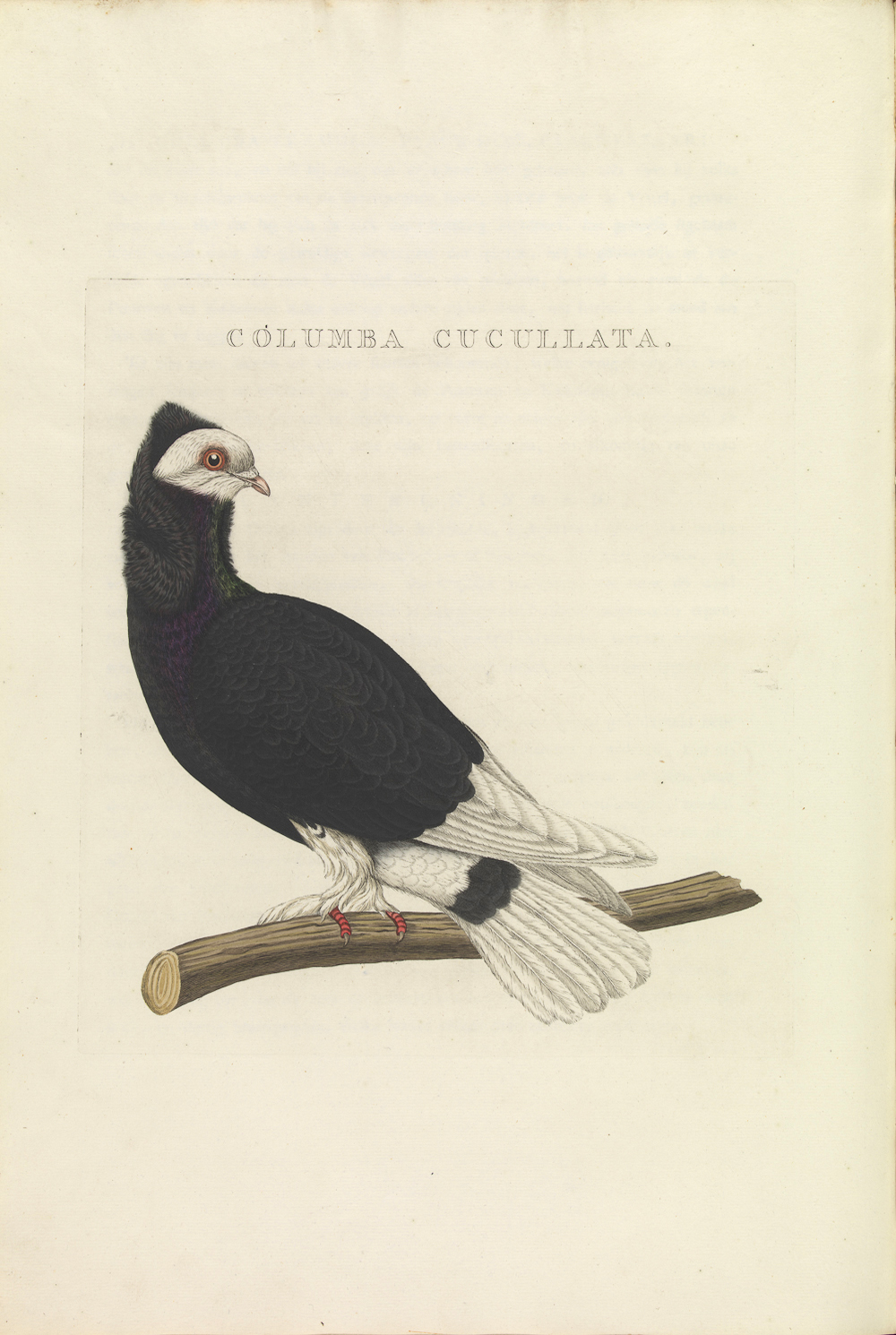
Oud-Hollandse kapucijn (Culumba cucullata), tekening van rond 1800

De Oud-Hollandse kapucijn is een Nederlands sierduivenras. De naam verwijst naar het karakteristieke tekeningspatroon, de zogenaamde monniktekening, waardoor de duif lijkt op een kapucijner monnik. De oorsprong van het ras ligt waarschijnlijk in Zuidoost-Azië en het is mogelijk in de late zestiende eeuw door Nederlandse zeevaarders ingevoerd. Een oerversie van de Oud-Hollandse kapucijn is afgebeeld op een schilderij van Jan Steen, daarom wordt de Kapucijn ook wel het 'duifje van Jan Steen' genoemd.
Een karakteristiek kenmerk van de Oud-Hollandse kapucijn is de aparte veerstructuur. Deze bestaat uit een kraag die op het hoofd uitloopt in een kap, die duidelijk afwijkt van de structuur van de Raadsheer welke meer geknepen is en veel langere veren heeft. 
Grondlegger van het huidige kapucijnenras is H. Moezelaar. Hij heeft rond 1950 uit boerenkapucijntjes de tentoonstellingsduif gefokt. Het uitgangspunt hierbij was, dat de duif in zo veel mogelijk opzichten het tegenoversgestelde moest zijn van de Raadsheer.
De Oud-Hollandse kapucijn fokkers zijn verenigd in de Oud Hollandse Kapucijnenfokkers Club, opgericht op 18 januari 1959 tijdens de Avicultura tentoonstelling in de Haagse Dierentuin. 